# Angelo Buono Jr.
Angelo Anthony Buono Jr. (5 de octubre de 1934 - 21 de septiembre de 2002) fue un asesino en serie estadounidense, secuestrador y violador, quien junto con su primo adoptivo Kenneth Bianchi fueron conocidos como Los estranguladores de la colina, y fue condenado por matar diez mujeres jóvenes en Los Ángeles, California entre octubre de 1977 y febrero de 1978.

## Primeros años
Angelo Buono nació el 5 de octubre de 1934, en Rochester, Nueva York hijo de un matrimonio de emigrantes italianos procedentes de San Buono. Sus padres se divorciaron cuando tenía cinco años y su madre se mudó a Glendale, California con él y su hermana. Desde muy joven mostró un carácter agresivo y desdén hacia las mujeres, insultando verbalmente a su madre y después a todas las mujeres con las que se asoció. Era mal estudiante, faltaba a la escuela aprovechando que su madre trabajaba a tiempo completo y a los 14 años ingresó en un reformatorio por robo de coches.
Buono mostraba un fuerte impulso sexual desde la adolescencia y maltrató a todas sus novias, amantes y esposas, acumulando cargos por asalto, violación y no pagar la manutención asignada para sus hijos una vez divorciado. Acabó abriendo una medianamente exitosa tienda de tapicerías para automóviles en la parte delantera de su casa, a donde a veces atraía a chicas para abusar de ellas. Hasta allí llegó buscando empleo en 1976, cuando Buono tenía 41 años,  su primo adoptivo, Kenneth Bianchi. Autodenominándose "ladies man", Buono persuadió a Bianchi, que era más joven, atractivo y hablador que él, para convertirse en proxenetas de dos chicas a las que atrajo y mantenía prisioneras obligándolas a prostituirse.

### Asesinatos
En octubre de 1977, Buono y Bianchi empezaron a matar mujeres, conduciendo alrededor de Los Ángeles, California en el coche de Buono y utilizando placas falsas, persuadían a las víctimas que encontraban en la calle de que eran agentes policiales encubiertos. Entonces les ordenaban subir al vehículo, el cual reclamaban ser un coche patrulla camuflado, y las llevaban a la casa de Buono para torturarlas y asesinarlas. Las mujeres tenían una edad de 12 a 28 años. Las víctimas fueron:
- Yolanda Washington, edad 19 - 17 de octubre de 1977.
- Judith Lynn Miller, edad 15 - 31 de octubre de 1977.
- Lissa Kastin, edad 21 - 6 de noviembre de 1977.
- Jane King, edad 28 - 9 o 10 de noviembre de 1977.
- Dolores Cepeda, edad 12 - 13 de noviembre de 1977.
- Sonja Johnson, edad 14 - 13 de noviembre de 1977.
- Kristina Weckler, edad 20 - 20 de noviembre de 1977.
- Lauren Wagner, edad 18 - 29 de noviembre de 1977.
- Kimberly Martin, edad 17 - 9 de diciembre de 1977.
- Cindy Lee Hudspeth, edad 20 - 16 de febrero de 1978.

Los dos, Buono y Bianchi, maltrataban, violaban y en muchos casos también sodomizaban a sus víctimas antes de finalmente estrangularlas. Experimentaron además con otros métodos, como inyección letal, shock eléctrico, e intoxicación por monóxido de carbono. Incluso mientras cometían los asesinatos, Bianchi solicitó un trabajo en el Departamento de Policía de Los Ángeles (LAPD) y llegó a patrullar con agentes policiales mientras buscaban al estrangulador de la colina. Poco después de fallar en el que habría sido su undécimo asesinato, Bianchi reveló a Buono que había participado en las patrullas policiales del LAPD y que había sido interrogado sobre el caso. Buono, furioso, amenazó con matar a Bianchi si no se mudaba a Bellingham, Washington. En mayo de 1978, Bianchi se trasladó allí.

## Juicio
El caso legal contra Buono se basó en gran parte en el testimonio de Bianchi. Al decidir que Bianchi era un testigo poco confiable y reticente a colaborar, los fiscales de la oficina del fiscal del distrito John Van de Kamp se movilizaron para desestimar todos los cargos contra Buono y liberarlo. El juez que presidía el tribunal, Ronald M. George, rechazó la liberación de Buono y reasignó el caso a la Oficina del Fiscal General de California George Deukmejian. El juicio de Buono se convertiría en el más largo de la historia legal estadounidense, durando desde noviembre de 1981 hasta noviembre de 1983. Durante el juicio, Bianchi, a cambio de una sentencia más leve, atestiguó contra Buono. El jurado condenó a Buono por nueve cargos de asesinato y lo sentenció a cadena perpetua, con el juez George comentando que sentía que la pena de muerte habría sido el castigo apropiado.

## Prisión, muerte y consecuencias
En 1986, Buono se casó con Christine Kizuka, una madre de tres hijos y supervisora en el Departamento de Desarrollo del Empleo del estado de California. Murió de un ataque al corazón en prisión el 21 de septiembre de 2002 y su cuerpo fue incinerado.
En 2007, un nieto de Buono, Christopher Buono, se suicidó poco después de matar a su abuela, Mary Castillo, con un tiro en la cabeza. Castillo había sido la esposa de Buono, y habían tenido cinco hijos, entre ellos el padre de Chris. Chris Buono desconoció la verdadera identidad de su abuelo hasta 2005.

## Medios de comunicación
En la película de 1989 The Case of Hilliside Stranglers, Buono fue interpretado por el actor Dennis Farina. En la película de 2004 The Hillside Strangler, Buono fue interpretado por el actor Nicholas Turturro y en Rampage: The Hillside Strangler Murders (2006), lo interpretó Tomas Arana.